# 石打丸山スキー場
石打丸山スキー場（いしうちまるやまスキーじょう）は、新潟県南魚沼市石打にあるスキー場である。

## 概要
- JR上越線・国道17号に面している。上越新幹線の開業で首都圏などから手ぶらで日帰りが可能となったスキー場の一つである。
- ゲレンデは山頂から大きく扇状に広がる斜面からできている。初級者向けから上級者向けまで幅広いコースが揃っており、ゲレンデ幅も広いので初心者が練習しやすいゲレンデとなっている。エリアが広いゆえに入口がハツカ石口、中央口、観光口と大きく3つに分かれているため、待ち合わせをする際など注意が必要である。
- ナイター対応コースはエリア最大。ナイター営業時間中は、中央・観光口エリアとハツカ石エリア間は、どちらの方向へも移動できないので注意が必要である。
- リフト券は、基本的には石打丸山スキー場全て利用できる場内リフト券を購入することになる（リフト券売り場でも特に指定しなければ場内リフト券が発売される）。エリアを限定したハツカ石エリア券、中央エリア・観光エリア券も発売されている。
- 三山共通リフト券を購入すれば、山頂で隣接しているガーラ湯沢スキー場、更にガーラ湯沢スキー場と隣接している湯沢高原スキー場を利用することが出来る。三山共通リフト券は石打花岡スキー場も利用可能であるが、隣接していないためスキー、スノーボードをはいたままの移動は出来ない。
- 山麓のみならず中腹にもレストハウスが多く、休憩場所に事欠かない。ゲレンデ内中腹にもロッジがあるのでスキー場内で宿泊することも可能である。

### グリーンシーズン
2022年8月、展望テラス「ザ・ヴェランダ」が完成し、開業以来初めてグリーンシーズンの営業が開始された。

## 沿革
- 2008-2009シーズン時点では、観光第8ペアリフトのある扇平ゲレンデがマップ上から消えている。
- ハツカ石ファミリーゲレンデ上部からレストハウスシュプール付近までを結ぶハツカ石レインボーリフトは、2025年現在索道設備や搬器を残して休止中。
- ハツカ石レインボーリフト降り場付近からハツカ石ゲレンデに直接アクセスできる国体コースがあったが、閉鎖された。
- 当スキー場は2018-2019シーズンまで、3つの索道事業者（株式会社日本リフトサービス、大生総業株式会社、国際スキー開発株式会社）で構成する「石打丸山索道事業協同組合」により運営されていた。かつてはグリーンリフト1本のみを運営するグリーンリフト株式会社があったが、2017年夏、大生総業株式会社に会社譲渡した[2]。ハツカ石エリアを運営する国際スキー開発株式会社は2018年3月、大生総業株式会社と昭和信用金庫の再生支援を受け、大生総業株式会社の100%子会社となった[3]。
- 2019年7月、上記3社は合併(存続会社は大生総業株式会社)することを公告した[4]。その後大生総業株式会社は2020年7月にびわ湖バレイを運営するびわ湖バレイ株式会社と合併し(存続会社はびわ湖バレイ株式会社)、アルピナBI株式会社に社名変更した[注 1]。
- 2020-2021シーズンは、新型コロナウイルスの感染拡大により来場者が激減したことを踏まえ、2021-2022シーズンにはICチップ入りリフト券を導入するなど感染防止策を講じた[5]。
- 2020-21シーズンよりハツカ石、観光エリアでのナイター営業は廃止となった。(ハツカ石エリアは21-22シーズンより土曜日のみ復活)

## 施設
- リフトはコンビリフト1基「サンライズエクスプレス」（10人乗りゴンドラ・6人乗りフード付きチェアリフト）[注 2][6]、クワッドリフト4基、トリプルリフト5基、ペアリフト3基。
- ガーラ湯沢スキー場との連絡用にロープトーがある。
- サンライズエクスプレスの開業により、山頂駅付近に位置する飲食店街にスキー客ではない観光客も訪れることが可能になった。
- 2018-2019シーズンより、中央口にリゾートセンターが開設され、スキーリゾートに必要なインフォメーションデスク、レンタル、ショップ等の機能が集約された[6]。
- 駐車場は合計約2,700台(平日は無料)。

## ガンホー・モンスターパイプ
- 南魚沼市営の、競技基準を満たす世界最大級のハーフパイプ。シーズン毎に利用者登録が必要・リフト券以外に利用料金が必要。ネーミングライツにより「ガンホー・モンスターパイプ」の名称で2018年(平成30年)2月3日オープン[7][8][9][10]。

## 新潟県石打丸山シャンツェ
スキー場に隣接して、ノーマルヒルのスキージャンプ競技場の石打丸山シャンツェが併設されている。K点80 m、ヒルサイズ86 m。
株式会社 小野塚組が施工設計を担当。
新潟県が社会体育施設として設置したうえで、南魚沼市に管理及び運営に関する事務を委託している。
平成20年8月、名称を「新潟県塩沢ジャンプ台」から「新潟県石打丸山シャンツェ」に改めた。

## 天空米
2004年より、収穫された稲をリフトに吊るしての天日乾燥が始まり、地元石打の会社「JLC」によって「天空米」として販売されている。

## アクセス
- 公共交通

上越新幹線・上越線越後湯沢駅から各種シャトルバスで10〜20分（ハツカ石口・中央口）
越後湯沢駅から路線バス南越後観光バス MY 六日町車庫行で6～12分（ハツカ石口・中央口・観光口）、各バス停から徒歩数分。
上越線石打駅から徒歩約15分（中央口・観光口）
- 自動車

関越自動車道塩沢石打ICより県道・国道17号 3.0km